# 阿尔内·嘉宝

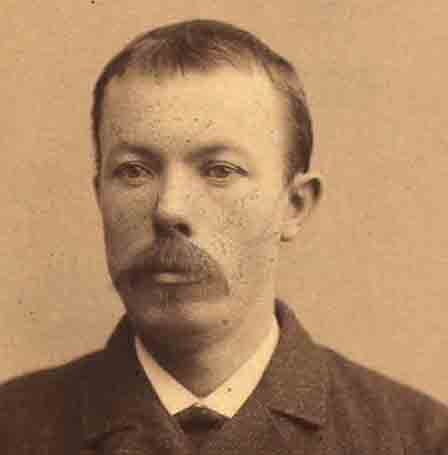
阿尔内·嘉宝

阿爾內·嘉寶（挪威語：Arne Garborg，1851年1月25日—1924年1月14日）是一位挪威作家。嘉寶提倡用新挪威語來創作文學作品，他還将《奥德赛》翻译成新挪威语。19世纪80年代，他是挪威《每日雜誌報》（Dagbladet）的一名记者。  